# Theridion insignitarse
Theridion insignitarse là một loài nhện trong họ Theridiidae.
Loài này thuộc chi Theridion. Theridion insignitarse được Eugène Simon miêu tả năm 1907.